# Lépine-Kaliber

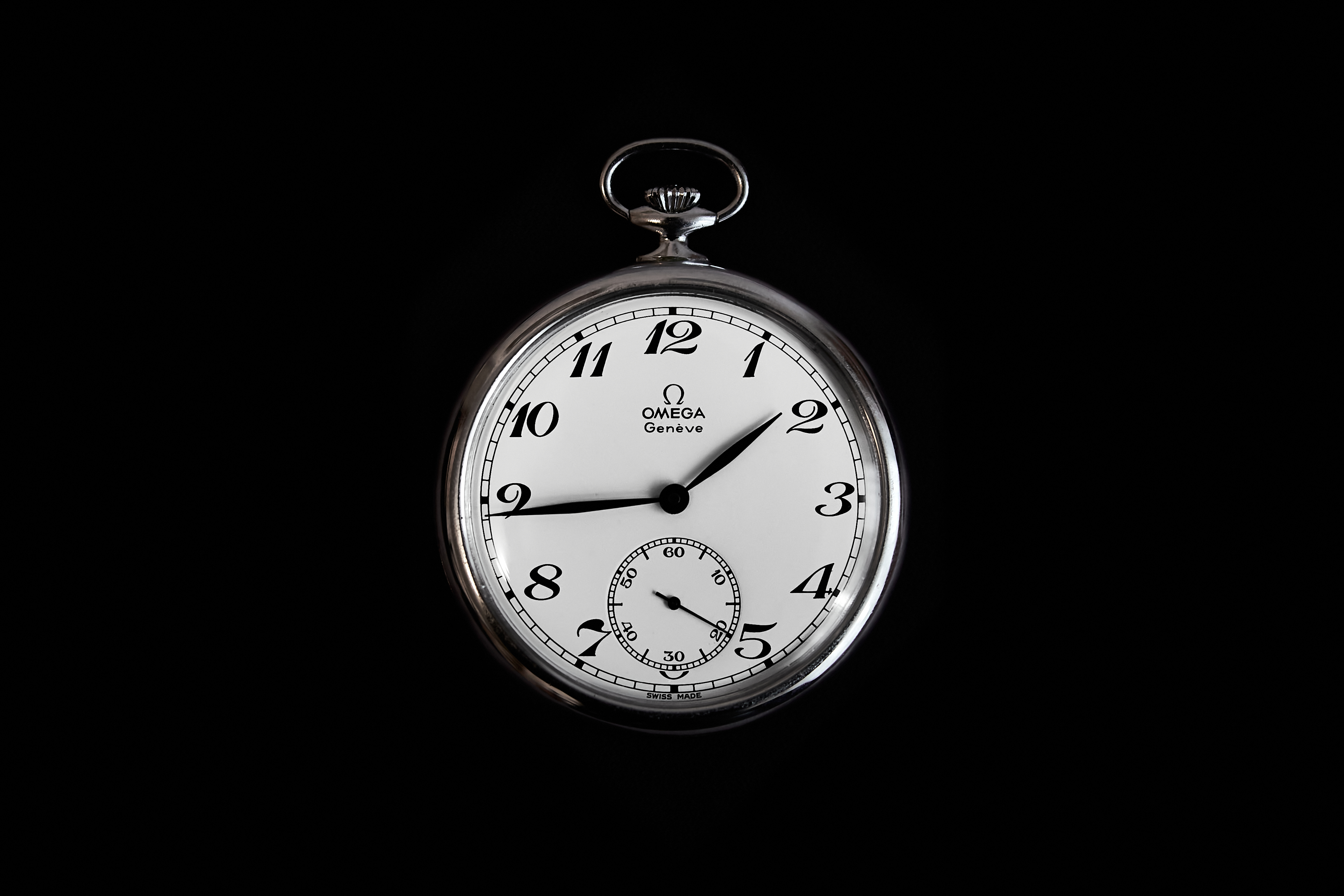
Lépine, hergestellt von Omega

Mit Lépine-Kaliber bezeichnet man eine vom französischen Uhrmacher Jean Antoine Lépine (1720–1814) entwickelte Bauform für Taschenuhrwerke und Uhrengehäuse, bei der die Sekundenanzeige in einer Linie mit der Aufzugswelle und der Krone liegt. Lépine verzichtete auf die obere Werkplatte und den Pfeiler und verwendete Brücken und Kloben zur Befestigung der Räder. Die übliche Schnecke mit Kette ersetzte er durch ein Federhaus. Lépine-Kaliber konnten so flacher ausgeführt werden. Für Frackuhren werden überwiegend Lépinegehäuse verwendet. Im Gegensatz zur Savonnette-Uhren haben Lépine-Gehäuse keine Sprungdeckel.